# Johannes Lassenius

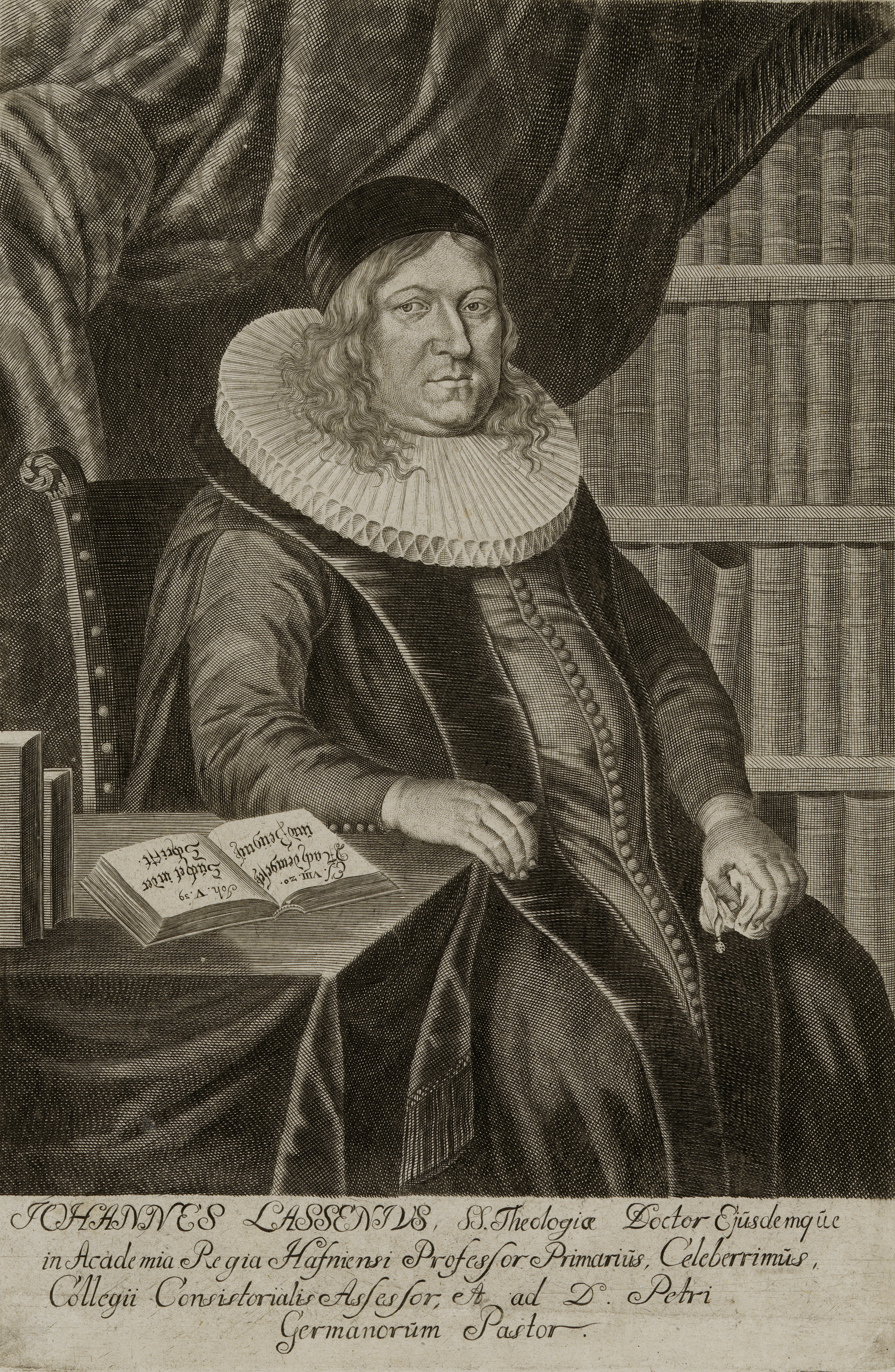
Johannes Lassenius

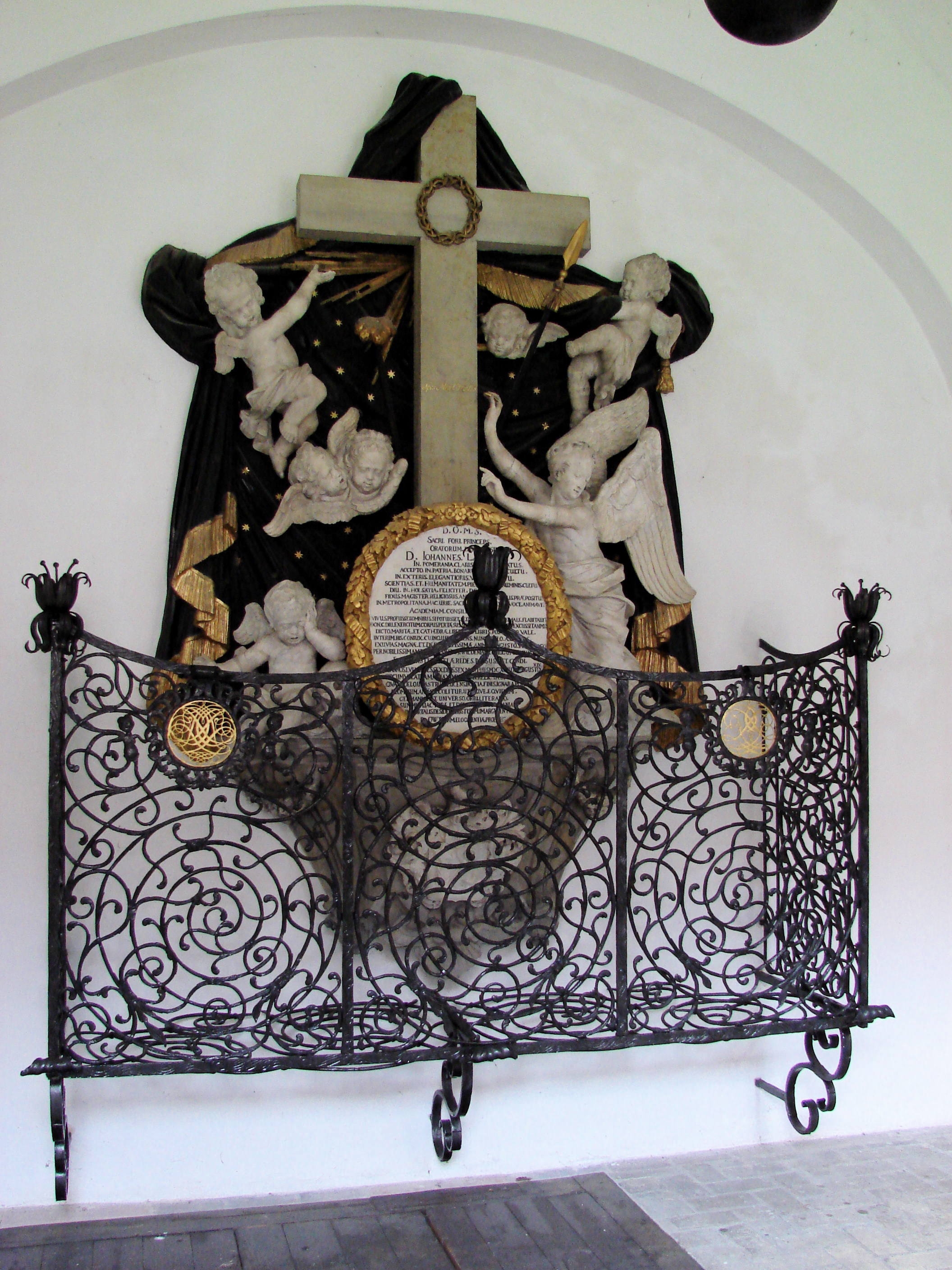
Grabmal Lassenius in St. Petri

 Johannes Lassenius (* 26. April 1636 in Waldow bei Rummelsburg in Hinterpommern; † 22. August 1692 in Kopenhagen) war ein deutscher lutherischer Theologe und Erbauungsschriftsteller der Barockzeit.

## Leben
Lassenius besuchte mehrere pommersche Schulen, um sich 1654 bei der Theologischen Fakultät der Universität Rostock zu immatrikulieren. Schon hier geriet er in der Einflusssphäre des bekannten Erbauungsschriftstellers und Kirchenlieddichters Heinrich Müller. 1657 verdingte er sich als Hofmeister und lernte auf diese Weise viele europäische Länder kennen. Anschließend ließ er sich in Nürnberg nieder, dem Wohnsitz des von ihm bewunderten Erbauungsautors Johann Michael Dilherr. Seine frühen Schriften stehen sichtlich unter dem Einfluss des Nürnberger Aufenthalts. 1666 wurde er Rektor in Itzehoe. 1667 erlangte er an der Universität Greifswald das theologische Lizentiat und damit eine Anstellung als Propst in Barmstedt/Holstein. Sein Ruhm als Kanzelredner verbreitete sich schnell und trug ihm 1676 die Position des Hauptpastors der noch heute existierenden deutschen St. Petrikirche in Kopenhagen ein. 1677 wurde er in Greifswald zum Doktor der Theologie promoviert und bekleidete später – neben seinem Pastorat – einen theologischen Lehrstuhl der Universität Kopenhagen.

## Werke
- Adeliche Tisch-Reden.  Nürnberg 1661
- Fruchtbringende Gesprächs-Spiel.  Rostock 1666.
- Versüssete Bitterkeit Im Leben / Lieben und Leiden Angewiesen von dem Apostel I. Corinth. X. v. 13. Und Zu allgemeinem Trost in allerhand Geistlichen und Leiblichen Anfechtungen Als Die Weiland / mit reiner Gottes=Furcht / und Edler Tugend=Begabte Jungfer Sophie Charlotte Weigbers / Den 13. Martii, Morgens umb 10. uhr des 1683. Jahrs / Ihr Christlich und Rühmlich geführtes Leben / im 14. Jahr Ihres Alters / mit ungemeiner Gedult / und Freuden=Müthigkeit / in wahrem Glauben und Vertrauen / auff das theurste Verdienst JESU Christi seelig beschlossen / und Dero entseelter Leib / den 20. Martii, bey hoher Gegenwart / und sonst ungemeiner Volckreicher Versamlung / in der Teutschen S. Petri Kirchen alhie / seiner Ruhe=Kammer einverleibet wurde ... Kopenhagen 1685 (vgl. Jürgen Beyer, Sophie Charlotte Weigbers (1670–1683). Johannes Lassenius’ Kopenhagener Leichenpredigt über eine unblutige Märterin als internationaler Longseller. In: Leben in Leichenpredigten 2012:8)
- Heiligen Perlen-Schatzes ... Vertheilung ...  3 Bde. Kopenhagen 1688–89
- Biblischer Weyrauch zum süssen Geruch gottseeliger Andachten. Kopenhagen 1689 Digitalisat